# Иво Накић
Иво Накић (Ријека, 26. мај 1966) је бивши хрватски кошаркаш. Играо је на позицији крила. Тренутно живи у Београду и ради као менаџер. Његов син Марио такође је кошаркаш.

## Каријера
Накић је сениорску каријеру почео у загребачкој Цибони, и био је члан генерације која је 1985. освојила Куп европских шампиона. Након тога 1986. долази у Партизан где проводи шест сезона. Са црно-белима осваја још једну титулу европског првака 1992. Након одласка из Партизана вратио се у Цибону на једну сезону, да би након тога провео једну сезону у дресу шпанске Манресе. Каријеру је завршио 2001. године у дресу Пивоварне Лашко.

## Трофеји

### Цибона
- Првенство СФР Југославије (2): 1983/84, 1984/85.
- Куп СФР Југославије (2): 1984/85, 1985/86.
- Куп европских шампиона (2): 1984/85, 1985/86.
- Првенство Хрватске (1): 1992/93.

### Партизан
- Евролига (1): 1991/92. (треће место 1987/88).
- Куп Радивоја Кораћа (1): 1988/89.
- Првенство СФР Југославије (2): 1986/87, 1991/92.
- Куп СФР Југославије (2): 1988/89, 1991/92.

### Крка
- Првенство Словеније (1): 1999/00.